# Menthe - la bienheureuse
|  | Denne artikel er oprettet af botten PalnaBot ud fra en ekstern database. Den kan derfor have sproglige fejl eller mangler. Denne skabelon kan fjernes efter kontrol af indholdet. |

Mynte - den lyksagelige er en kortfilm instrueret af Lars von Trier efter manuskript af Lars von Trier.

## Handling
Et sado-masochistisk forhold mellem Menthe og hendes elskerinde udspiller sig i et rum. Elskerinden forsøger at overbevise Menthe om at rejse væk med hende for at kunne have hende i sin magt for evigt. Til slut reddes Menthe af en gammel kvinde. Frit efter romanen "O's historie".